# Discografia di Nayt
La discografia di Nayt, rapper italiano, è costituita da otto album in studio, due mixtape, due EP, trentacinque singoli e diciassette video musicali, pubblicati dal 2011.

## Album

### Album in studio
| Anno                                                         | Titolo | Classifiche | Certificazioni |
| Anno                                                         | Titolo | ITA         | Certificazioni |
| ------------------------------------------------------------ | --- | ----------- | -------------- |
| 2012                                                         | Nayt One - Pubblicato: 7 maggio 2012 - Etichetta: 40 Ladroni Records - Formati: CD, download digitale, streaming                       | —           |                |
| 2016                                                         | Un bacio - Pubblicato: 12 gennaio 2016 - Etichetta: VNT1 Records - Formati: CD, download digitale, streaming                           | —           |                |
| 2017                                                         | Raptus 2 - Pubblicato: 27 giugno 2017 - Etichetta: VNT1 Records - Formati: CD, LP, download digitale, streaming                        | —           |                |
| 2019                                                         | Raptus volume 3 - Pubblicato: 15 marzo 2019 - Etichetta: Jive Records, VNT1 Records - Formati: CD, LP, download digitale, streaming    | 2           | - ITA: Oro     |
| 2020                                                         | Mood - Pubblicato: 4 dicembre 2020 - Etichetta: Jive Records, Sony Music, VNT1 Records - Formati: CD, LP, download digitale, streaming | 10          | - ITA: Oro     |
| 2021                                                         | Doom - Pubblicato: 29 ottobre 2021 - Etichetta: Columbia, Sony Music, VNT1 Records - Formati: CD, LP, download digitale, streaming     | 5           | - ITA: Oro     |
| 2023                                                         | Habitat - Pubblicato: 16 giugno 2023 - Etichetta: Columbia Records, VNT1 Records - Formati: CD, LP, download digitale, streaming       | 2           | - ITA: Oro     |
| 2024                                                         | Lettera Q - Pubblicato: 22 novembre 2024 - Etichetta: Columbia Records, VNT1 Records - Formati: CD, LP, download digitale, streaming   | 2           | - ITA: Oro     |
| "—" indica una pubblicazione non classificata in quel paese. | |             |                |

### Album dal vivo
| Anno | Titolo | Classifiche |
| Anno | Titolo | ITA         |
| ---- | --- | ----------- |
| 2024 | Habitat: tour - Pubblicato: 5 luglio 2024 - Etichetta: Columbia Records, VNT1 Records - Formati: CD, LP, download digitale, streaming | 19          |

## Mixtape
| Anno | Titolo |
| ---- | --- |
| 2013 | Shitty Life Mixtape - Pubblicato: 14 febbraio 2013 - Etichetta: Harsh Times, Honiro Label, VNT1 Records - Formati: Download digitale |
| 2015 | Raptus - Pubblicato: 28 maggio 2015 - Etichetta: VNT1 Records, Sony Music - Formati: Download digitale, streaming                    |

## Extended play
| Anno | Titolo |
| ---- | --- |
| 2014 | Six of Sixteen - Pubblicato: 21 febbraio 2014 - Etichetta: VNT1 Records - Formati: Download digitale, streaming |
| 2016 | Waiting Raptus - Pubblicato: novembre 2016 - Etichetta: VNT1 Records - Formati: Download digitale               |

## Singoli

### Come artista principale
| Anno                                                         | Titolo                      | Classifiche | Certificazioni | Album di provenienza |
| Anno                                                         | Titolo                      | ITA         | Certificazioni | Album di provenienza |
| ------------------------------------------------------------ | --------------------------- | ----------- | -------------- | -------------------- |
| 2011                                                         | No Story                    | —           |                | Nayt One             |
| 2011                                                         | Non vedi                    | —           |                | Nayt One             |
| 2013                                                         | Liberi                      | —           |                | /                    |
| 2017                                                         | Piove                       | —           | - ITA: Oro     | /                    |
| 2017                                                         | Ops                         | —           |                | /                    |
| 2017                                                         | Stare qui                   | —           |                | /                    |
| 2018                                                         | Gli occhi della tigre       | —           | - ITA: Platino | Raptus volume 3      |
| 2018                                                         | Quando non ci crede nessuno | —           |                | /                    |
| 2018                                                         | Fame (feat. MadMan)         | 32          | - ITA: Oro     | Raptus volume 3      |
| 2019                                                         | Animal                      | 69          |                | Raptus volume 3      |
| 2019                                                         | Brutti sogni                | 69          |                | Raptus volume 3      |
| 2019                                                         | Grazie prego scusa          | —           |                | Mood                 |
| 2019                                                         | Good Vibes (feat. Gemitaiz) | 68          |                | /                    |
| 2020                                                         | Passala                     | 81          |                | /                    |
| 2020                                                         | Musica ovunque              | —           |                | Mood                 |
| 2021                                                         | Tutto il resto è noi        | —           |                | Mood                 |
| 2021                                                         | Mortale                     | —           |                | Doom                 |
| 2021                                                         | La mia noia                 | —           |                | Doom                 |
| 2022                                                         | Paraguai                    | —           |                |                      |
| 2023                                                         | Provare qualcosa            | —           |                | Habitat              |
| 2023                                                         | Guerra dentro               | —           |                | Habitat              |
| 2023                                                         | Fatto da sooooolo           | —           |                | Habitat              |
| 2024                                                         | Danimarca                   | —           |                | Habitat: tour        |
| 2024                                                         | Certe bugie                 | 45          |                | Lettera Q            |
| 2024                                                         | Non è fortuna               | 53          |                | Lettera Q            |
| "—" indica una pubblicazione non classificata in quel paese. |                             |             |                |                      |

### Come artista ospite
| Anno                                                         | Titolo                                         | Classifiche | Certificazioni | Album di provenienza      |
| Anno                                                         | Titolo                                         | ITA         | Certificazioni | Album di provenienza      |
| ------------------------------------------------------------ | ---------------------------------------------- | ----------- | -------------- | ------------------------- |
| 2018                                                         | Oh 9od (Tha Supreme feat. Nayt)                | 12          | - ITA: Platino | 23 6451                   |
| 2019                                                         | Hola! (Clementino feat. Nayt)                  | 52          |                | Tarantelle                |
| 2020                                                         | Come me (Jamil feat. Nayt)                     | 63          |                | /                         |
| 2020                                                         | Fight! (Il Tre feat. Nayt)                     | 83          |                | Ali                       |
| 2020                                                         | Trip (Nicola Siciliano feat. Nayt)             | 73          |                | Napoli 51: Primo contatto |
| 2020                                                         | Roma (Vale Lambo feat. CoCo e Nayt)            | —           |                | Come il mare              |
| 2021                                                         | Sorpresa (CanovA feat. Nayt)                   | —           |                | Level One                 |
| 2022                                                         | Facce vere (Dani Faiv feat. Nayt)              | —           |                | Faiv                      |
| 2023                                                         | Da solo (Vegas Jones feat. Nitro e Nayt)       | —           |                | Jones                     |
| 2023                                                         | Surreale (Golden Years feat. Franco126 e Nayt) | —           |                | Era spaziale              |
| "—" indica una pubblicazione non classificata in quel paese. |                                                |             |                |                           |

## Altri brani entrati in classifica e/o certificati
| Anno                                                         | Titolo                          | Classifiche | Certificazioni | Album di provenienza |
| Anno                                                         | Titolo                          | ITA         | Certificazioni | Album di provenienza |
| ------------------------------------------------------------ | ------------------------------- | ----------- | -------------- | -------------------- |
| 2019                                                         | La mia voce                     | 59          |                | Raptus volume 3      |
| 2021                                                         | Da zero                         | —           | - ITA: Oro     | Doom                 |
| 2023                                                         | Se ne va                        | 98          | - ITA: Oro     | Habitat              |
| 2024                                                         | Il debito                       | 44          |                | Lettera Q            |
| 2024                                                         | Di abbattere le mura (18 donne) | 62          |                | Lettera Q            |
| 2024                                                         | Se corri (feat. Ernia)          | 51          |                | Lettera Q            |
| 2024                                                         | La grande fuga                  | 85          |                | Lettera Q            |
| 2024                                                         | Bad Vibes                       | 64          |                | Lettera Q            |
| 2024                                                         | Poter scegliere                 | 75          |                | Lettera Q            |
| "—" indica una pubblicazione non classificata in quel paese. |                                 |             |                |                      |

## Collaborazioni
| Anno | Titolo                  | Artista/i | Album di provenienza             |
| ---- | ----------------------- | --- | -------------------------------- |
| 2011 | Monster Track           | Jesto feat. Sercho, Luca J, Lowlow, Baby K, CaneSecco, Yojimbo, Pordinero, Pinto, Pattada, Nayt e Gemitaiz                           | Bunkershallo                     |
| 2011 | Un gioco da ragazzi     | Pordinero feat. Lowlow e Nayt | Negro                            |
| 2012 | May Day                 | Gemitaiz feat. Nayt | Quello che vi consiglio III      |
| 2012 | Supernova               | Unfamily feat. Nayt | Unfamilyxtape Vol. 2             |
| 2012 | Roba nuova Niggas       | NSP feat. Nayt | Socia Mixtape Reloaded Edition   |
| 2012 | Esplosivi               | Pordinero feat. Nayt e Lowlow | C.F.T.B. Mixtape                 |
| 2012 | Un'altra galassia       | Blue Virus feat. Nayt | Voci - Street Album 3            |
| 2012 | Mondo cane              | Ill Movement feat. Nayt | Tre stronzi mixtape              |
| 2012 | I mostri RMX            | Primo e Ibbanez feat. Ill Grosso, Grandi Numeri, Gemitaiz, MadMan, Nicco, Joice, Briga, Roc Birken, Dasly, Santiago, Tormento e Nayt | Fin da bambino                   |
| 2013 | Hot Heated              | CaneSecco feat. J, Maut e Nayt | Senza collare 2012               |
| 2014 | Torna da noi            | Paskaman feat. Nayt | Dal baffo - Street Album         |
| 2014 | Me l'hai insegnato tu   | CaneSecco feat. Nayt | One Love Reloaded                |
| 2015 | Cointreau               | Sac1 feat. Nayt | Cliché                           |
| 2015 | Legend Killer           | Lowlow feat. Nayt | Metriche vol. 2                  |
| 2015 | Superuomo               | Flebo feat. Nayt | Trouble Boy                      |
| 2016 | Sogni d'oro             | Pordinero feat. Nayt | Habanero mixtape                 |
| 2016 | Suicide Squad           | Skioffi feat. Nayt | Jolly mixtape                    |
| 2016 | Dardo                   | Blue Virus feat. Nayt | Sandro Terapia mixtape           |
| 2016 | PortaGuai RMX           | CaneSecco feat. Dome Flame, Mr. Cioni, Palù, Enzo Dong & Nayt                                                                        | Real                             |
| 2016 | Bossoli                 | Saint feat. Nayt | Litanie                          |
| 2017 | Quant'è bella           | Ozymandias feat. Nayt | Pioggia di barre mixtape         |
| 2017 | Starne senza/Epicale    | Rise Beatbox feat. Nayt e Rayden | L'oro in bocca                   |
| 2018 | Quanta strada farei     | Sebastian feat. Nayt | Campo di grano con volo di corvi |
| 2018 | Black Bloc              | Il Tre feat. Nayt | Cracovia vol. 2                  |
| 2018 | Frecciarossa            | Vegas Jones feat. Nayt | Bellaria: Gran Turismo           |
| 2018 | Rossi                   | Gemitaiz feat. Vegas Jones e Nayt | QVC8                             |
| 2019 | Batman                  | Emis Killa feat. Nayt | Supereroe Bat Edition            |
| 2020 | Real Talk 2/10          | LGND, Bosca e TrappTony feat. Nayt                                                                                                   | /                                |
| 2020 | Matrix                  | Izi feat. Nayt | Riot                             |
| 2021 | No Prob                 | Tredici Pietro feat. Nayt | X questa notte                   |
| 2021 | Onesto                  | Inoki feat. Nayt | Nuovo Medioego                   |
| 2022 | Guardie&ladri           | Rancore feat. Nayt | Xenoverso                        |
| 2022 | Ikea                    | Dutch Nazari feat. Nayt | Cori da sdraio                   |
| 2023 | 4AM                     | Jamil feat. Nayt | Flow                             |
| 2023 | Rimpianti               | Carl Brave feat. Rose Villain e Nayt                                                                                                 | Migrazione                       |
| 2023 | Portachiavi             | Mattak feat. Nayt | Overt                            |
| 2023 | Ballon d'Or             | Gemitaiz feat. Nayt | QVC 10                           |
| 2024 | Ai ferri corti          | Cor Veleno feat. Nayt | Fuoco sacro                      |
| 2024 | Vite da sogno           | 3D feat. Nayt | Empirìa                          |
| 2024 | La guerra dei mondi     | 3D feat. Nayt e Danno | Empirìa                          |
| 2024 | Nevada                  | 3D feat. Mezzosangue, Shari e Nayt                                                                                                   | Empirìa                          |
| 2024 | Punto di domanda        | Emma Nolde feat. Nayt e Mecna | Nuovospaziotempo                 |
| 2024 | J                       | Lorenzza feat. Nayt | A Lorenzza                       |
| 2024 | Puro caos               | Psicologi feat. Nayt | DIY                              |
| 2024 | 8pm                     | Diss Gacha feat. Nayt | Cultura italiana pt.2            |
| 2025 | Valzer                  | Mezzosangue feat. Nayt | Viscerale                        |
| 2025 | 10 secondi              | Rkomi feat. Nayt | Decrescendo                      |
| 2025 | Anche se ti amo         | Golden Years feat. Frah Quintale, Nayt e Prima Stanza a Destra                                                                       | Fuori menù                       |
| 2025 | Che storia sei?         | Shablo feat. Joshua, Joan Thiele e Nayt                                                                                              | Manifesto                        |
| 2025 | Cose che non posso dire | Niky Savage feat. Nayt | Rapper                           |

## Video musicali
| Anno | Titolo                           | Regista                             |
| ---- | -------------------------------- | ----------------------------------- |
| 2011 | No Story                         | Antonio Chiricò                     |
| 2013 | Al massimo (con Gemitaiz)        | Camillo Cutolo                      |
| 2014 | Fuori                            | Antonio Chiricò                     |
| 2014 | Tutto quello che c'è (con Saint) | Antonio Chiricò                     |
| 2015 | Raptus                           | Simone Mogliè e Edoardo Carlo Bolli |
| 2016 | Brillo                           | Antonio Chiricò                     |
| 2016 | Poveri                           | Antonio Chiricò                     |
| 2017 | Spaghetti                        | Antonio Chiricò                     |
| 2017 | Nessuno (feat. Jesto)            | Antonio Chiricò                     |
| 2017 | Piove                            | Antonio Chiricò                     |
| 2018 | Ops                              | Mattia Di Tella                     |
| 2018 | Gli occhi della tigre            | Mattia Di Tella                     |
| 2018 | Quando non ci crede nessuno      | Mattia Di Tella                     |
| 2018 | Fame (feat. MadMan)              | Antonio Chiricò                     |
| 2019 | Animal                           | Davide Vicari                       |
| 2020 | Musica ovunque                   | Francesco Calabrese                 |
| 2024 | Certe bugie                      | Antonio Chiricò e Nayt              |